# Henri-Charles de Brunswick-Wolfenbüttel
Henri-Charles de Brunswick-Wolfenbüttel (né le 7 septembre 1609 au château de Hessen (de) (maintenant, à Osterwieck) - † 11 juin 1615 à Helmstedt) est un prince de la maison de Brunswick-Wolfenbüttel qui est administrateur titulaire de la principauté épiscopale d'Halberstadt où le culte catholique a été aboli en 1591.

## Biographie
Henri-Charles est un fils cadet du duc Henri-Jules de Brunswick-Wolfenbüttel et de sa seconde épouse Élisabeth, fille ainée du roi Frédéric II de Danemark. Après la mort de son père, il est désigné le 21 octobre 1613 par le chapitre de chanoines d'Halberstadt comme administrateur épiscopal luthérien de la principauté épiscopale d'Halberstadt. 
Du fait de son très jeune âge, le chapitre se réserve la gestion de l'évêché pour les quatre années suivantes mais Henri-Charles meurt de la variole âgé de seulement cinq ans à Helmstedt où il est élevé

## Sources
- (de) Cet article est partiellement ou en totalité issu de l’article de Wikipédia en allemand intitulé « Heinrich Karl von Braunschweig-Wolfenbüttel » (voir la liste des auteurs).